# ソビエト民政庁

ソビエト民政庁
Советская гражданская администрация (ロシア語)
소비에트 민정청 (朝鮮語)

国歌: 소비에트 연방 찬가（朝鮮語）
ソビエト連邦の国歌（1946年 - 1947年）

ソビエト占領区の位置

ソビエト民政庁（ソビエトみんせいちょう、ロシア語: Советское гражданское управление）は、第二次世界大戦後の朝鮮半島北部を暫定的に統治していた、ソビエト連邦の機関である。

## 概要
連合軍軍政期間中、主にソビエト政府は現在の北朝鮮にあたる地域の統治を割り当てられていたため、それに対応した行政機関の必要性から1945年10月3日にソビエト民政庁が設置された。ただ、あくまで暫定的なものであったため、1946年2月の北朝鮮人民委員会発足をもって解体された。